# Valvtjärnen (Anundsjö socken, Ångermanland, 705143-160947)
Valvtjärnen är en sjö i Örnsköldsviks kommun i Ångermanland och ingår i Moälvens huvudavrinningsområde. Sjön är 3,8 meter djup, har en yta på 0,0696 kvadratkilometer och befinner sig 243 meter över havet.

## Delavrinningsområde
Valvtjärnen ingår i det delavrinningsområde (705108-160820) som SMHI kallar för Ovan Lillån. Medelhöjden är 214 meter över havet och ytan är 13,79 kvadratkilometer. Räknas de 66 avrinningsområdena uppströms in blir den ackumulerade arean 593,29 kvadratkilometer. Avrinningsområdets utflöde Moälven (Åselån) mynnar i havet. Avrinningsområdet består mestadels av skog (88 procent). Avrinningsområdet har 0,2 kvadratkilometer vattenytor vilket ger det en sjöprocent på 1,5 procent.